# ألبرت غروسمان
ألبرت غروسمان (بالإنجليزية: Albert Grossman)‏ هو مدير مواهب وملحن ومنتج أسطوانات ورائد أعمال أمريكي، ولد في 21 مايو 1926 في شيكاغو في الولايات المتحدة، وتوفي في 25 يناير 1986 في لندن في المملكة المتحدة بسبب نوبة قلبية.

## وصلات خارجية
- ألبرت غروسمان على موقع الموسوعة البريطانية (الإنجليزية)
- ألبرت غروسمان على موقع ميوزك برينز (الإنجليزية)
- ألبرت غروسمان على موقع ديسكوغز (الإنجليزية)